# Love Before Ten
Pour plus de détails, voir Fiche technique et Distribution.
Love Before Ten est un film muet américain réalisé par Lem B. Parker et sorti en 1913.

## Fiche technique
- Titre : Love Before Ten
- Réalisation : Lem B. Parker
- Scénario : William A. Corey
- Producteur : William Selig
- Société de production : Selig Polyscope Company
- Société de distribution : General Film Company
- Format : Noir et blanc — 35 mm — 1,33:1 — Muet
- Genre : Comédie dramatique
- Dates de sortie : 
  -  États-Unis : 17 mars 1913

## Distribution
- Harold Lockwood : Jack Mason
- Eugenie Besserer : Mrs Walters
- Roy Clark : Willie Mason
- Baby Lillian Wade : Katie Walters
- Henry Otto